# Welcome to Tomorrow
Welcome to Tomorrow is het derde studioalbum van de Duitse eurodance- en rap-groep Snap! Het album werd op 30 september 1994 uitgebracht en telt 10 nummers.

## Beschrijving
Op dit album werken de producenten Münzing en Anzilotti samen met de Amerikaanse zangeres Summer (Paula Brown) die op zes nummers te horen is.
Het album bevat de internationale hit "Welcome to Tomorrow (Are You Ready?)" die in Finland de eerste plek bereikte in de hitlijsten. In Nederland kwam het nummer op de achtste plek in de Nederlandse Top 40.
Ook werden in 1995 de nummers "The First the Last Eternity (Till the End)", "The World in My Hands" en "Rame" uitgebracht als single.
Welcome to Tomorrow kwam in Nederland op de 12e plek in de Album Top 100.

## Nummers
Het album bevat de volgende nummers:
| 1.                 | Green Grass Grows (Earth Follows)                | 4:00 |
| 2.                 | It's A Miracle (People Need To Love One Another) | 4:35 |
| 3.                 | Rame                                             | 4:35 |
| 4.                 | Dream On The Moon                                | 5:05 |
| 5.                 | Welcome to Tomorrow (Are You Ready?)             | 4:12 |
| 6.                 | The World In My Hands (We Are One)               | 4:12 |
| 7.                 | The First the Last Eternity (Till the End)       | 5:09 |
| 8.                 | Waves                                            | 5:03 |
| 9.                 | Where Are The Boys, Where Are The Girls?         | 4:09 |
| 10.                | It's Not Over                                    | 4:55 |
| Totale duur: 46:04 |                                                  |      |

## Medewerkers
- Benito Benites (Michael Münzing) - productie
- John Garrett III (Luca Anzilotti) - productie
- Summer - vocalen
- Rukmani - vocalen